# Alex Sirvent
Alex Sirvent (né Alejandro Mariano Sirvent Bartón le 18 octobre 1979 à Mexico au Mexique), est un acteur, compositeur et interprète mexicain.

## Biographie
En décembre 2013, il met fin à une relation avec l'actrice bolivienne, Ximena Herrera d'une durée de 8 ans dont 4 années de mariage. Il a une sœur Patricia Sirvent.

## Carrière
Par une brève incursion dans le monde de la musique, il fait partie des groupes La Onda Vaselina (aujourd'hui 'OV7') en enregistrant le disque La Banda Rock.
Dans les années 1990, il devient populaire avec le groupe Mercurio avec lequel il enregistre quatre disques Mercurio (Para Ti), Chicas Chic, Tiempo De Vivir et Evolución ainsi qu'un disque intitulé El Fenómeno. En 1996, il enregistre le videoclip Me enamoro de ti de la chanteuse Fey, en compagnie des membres du groupe Mercurio et de l'actrice Ingrid Martz.
Il fait ses débuts d'acteur dans la telenovela Corazones al límite et Contra viento y marea et il participe à la comédie musicale VASELINA 2MIL6.
Ensuite la chaîne Telemundo l'invite à participer comme un des protagonistes de la telenovela Madre Luna. Celle-ci est tournée à Bogota en Colombie et a un impact important dans des pays comme : l'Espagne, Porto Rico et les États-Unis. La revue People le considèrent comme un des 10 acteurs de 2007.
En 2009, il rejoint la troupe de la pièce de théâtre Sicario. Il débute avec un rôle secondaire et termine en protagoniste au côté de Ximena Herrera.
En 2010, il interprète Alcides dans la telenovela mexicaine à succès Para volver a amar. En parallèle, il compose la musique de la telenovela Llena de amor.
En 2012, il donne vie à Rafael dans la novela Amor Bravío qui est diffusée sur le canal de las Estrellas et compose la musique de la telenovela Abismo de pasión. Il lance son single intitulé Junto A ti (Alman Music) produit par l'italien Alberto Mantovani.
En 2013, il incarne Mauro Montesinos jeune dans la telenovela Quiero Amarte. En parallèle, il compose la musique de la musique de la telenovela Lo que la vida me robó et en 2014 il l'intègre en jouant le personnage Erik. Il rejoint l'équipe de La sombra del pasado en incarnant Emmanuel Zapata.
Du 18 mai à fin juin 2015, Alex Sirvent enregistre le film Santiago Apóstol, une production de José Manuel Brandariz où Julián Gil tient la vedette en jouant Santiago.

## Filmographie

### Films
- 2017 : Santiago Apóstol : Teodoro[2]

### Telenovelas
- 2001 : Amigas y rivales
- 2004 : Corazones al límite : Eduardo Arellano Gómez
- 2005 : Contra viento y marea : José María « Chema »
- 2007-2008 : Yo amo a Juan Querendón :  Héctor
- 2007 : Madre Luna :  Valentín Aguirre
- 2008-2009 : Un gancho al corazón : Rolando Klunder
- 2010-2011  : Para volver a amar : Alcídes
- 2012 : Amor Bravío : Rafael Quintana
- 2013 : Quiero amarte  : Mauro Montesinos (jeune) / Marco Antonio Linares / Mauro Montesinos Martínez
- 2013-2014 : Lo que la vida me robó : Erik
- 2014-2015 : La sombra del pasado  : Emanuel Zapata Mendoza / Emanuel Mendoza Lozada
- 2016 : Las amazonas : Fabrizio Allende

### Émissions télévisées
- Mi Generación
- Allá De La Música Discovery Kids
- Hoy Sábados
- 2006 : Cantando por un sueño
- VIBE Nestlé
- Bailando por el Teletón
- Mujer Casos De La Vida Real

## Théâtre
- 2006 : Vaselina 2mil6 : Kiko
- 2009 : Sicario
- 2014 : Godspell
- 2015 : Las criadas